# Norman Vahtra
Norman Vahtra (ur. 23 maja 1996 w Tartu) – estoński kolarz szosowy.

## Osiągnięcia
Opracowano na podstawie:

2014
- 2. miejsce w mistrzostwach Estonii juniorów (jazda indywidualna na czas)

2017
- 3. miejsce w mistrzostwach Estonii (jazda indywidualna na czas)
- 2. miejsce w Grand Prix Mińska

2018
- 3. miejsce w mistrzostwach Estonii (jazda indywidualna na czas)
- 3. miejsce w Minsk Cup
- 1. miejsce w klasyfikacji młodzieżowej Baltic Chain Tour

2019
- 1. miejsce w Grand Prix Mińska
- 1. miejsce w Wyścigu Solidarności i Olimpijczyków
  - 1. miejsce w klasyfikacji punktowej
  - 1. miejsce na 2., 3. i 5. etapie
- 1. miejsce w Kalmar Grand Prix
- 1. miejsce w Pucharze Ministra Obrony Narodowej
- 1. miejsce w Memoriale Henryka Łasaka

2020
- 1. miejsce w mistrzostwach Estonii (start wspólny)

2021
- 2. miejsce w mistrzostwach Estonii (jazda indywidualna na czas)

2022
- 2. miejsce w Tour of Estonia
  - 1. miejsce na 2. etapie
- 3. miejsce w mistrzostwach Estonii (jazda indywidualna na czas)

## Rankingi
| Rok             | 2016  | 2017 | 2018 | 2019 | 2020 | 2021 | 2022 | 2023 | 2024 |
| --------------- | ----- | ---- | ---- | ---- | ---- | ---- | ---- | ---- | ---- |
| World Ranking   | 1811. | 793. | 731. | 340. | 350. | 719. | 430. | 522. | 699. |
| UCI Europe Tour | 1203. | 497. | 433. | 275. | 287. | 564. | 344. | -    | -    |
|                 |       |      |      |      |      |      |      |      |      |
| Źródło: UCI     |       |      |      |      |      |      |      |      |      |